# Aspicilia caesiopruinosa
Aspicilia caesiopruinosa är en lavart som först beskrevs av Hugo Magnusson och som fick sitt nu gällande namn av John Walter Thomson.
Aspicilia caesiopruinosa ingår i släktet Aspicilia, och familjen Megasporaceae. Arten är reproducerande i Sverige.